# Crăiești
Crăiești [ˈkrəieʃtʲ] (veraltet Craifalău de Câmpie; deutsch Fürstendorf, ungarisch Mezőkirályfalva) ist eine Gemeinde im Kreis Mureș in der Region Siebenbürgen in Rumänien.
Der Ort ist auch unter der ungarischen Bezeichnung Királyfalva bekannt.

## Geographische Lage

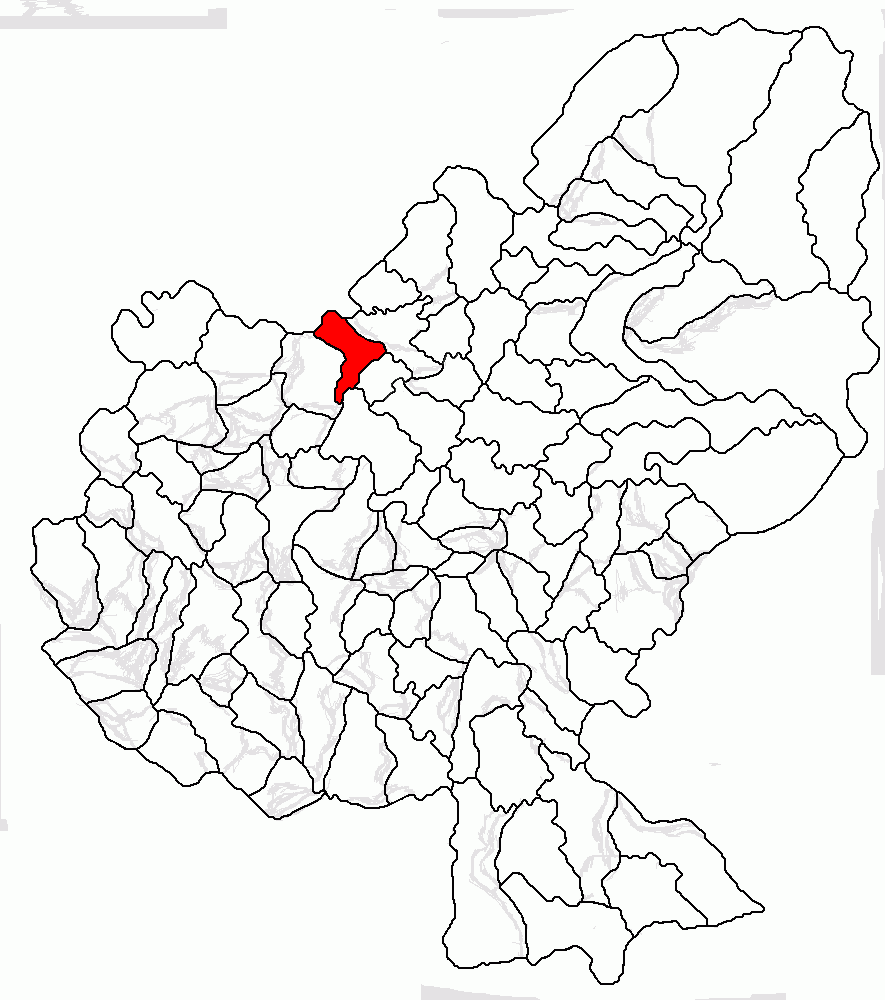
Lage der Gemeinde Crăiești im Kreis Mureș

Die Gemeinde Crăiești liegt im Siebenbürgischen Becken im Westen des Kreises Mureș. Am Oberlauf der Lechința ein rechter Zufluss des Mureș (Mieresch) und dem Drum național 16 befindet sich der Ort Crăiești etwa 35 Kilometer nördlich von der Kreishauptstadt Târgu Mureș (Neumarkt am Mieresch) entfernt.
Auf dem Areal der Gemeinde verläuft auch die Schmalspurbahn Mocănița Transilvaniei zwischen Teaca im Kreis Bistrița-Năsăud und der südlich angrenzenden Gemeinde Râciu. Auf der etwa 35 Kilometer langen Strecke verkehrt die Bahn, nach längerer Stilllegung, erneut erstmals im Frühjahr 2017.

## Geschichte
Der Ort Crăiești wurde 1549 erstmals urkundlich erwähnt. Im Königreich Ungarn gehörte der Ort dem Stuhlbezirk Mezőörményes in der Gespanschaft Klausenburg an; die heute eingemeindeten Dörfer gehörten dem Stuhlbezirk Maros felső (Ober-Maros) im Komitat Maros-Torda, anschließend dem historischen Kreis Mureș und ab 1950 dem heutigen Kreis Mureș an.

## Bevölkerung
Die Bevölkerung der Gemeinde Crăiești entwickelte sich wie folgt:
| 1850 | 944   | 801   | 71 | 2 | 70 |
| 1930 | 1.400 | 1.262 | 97 | 1 | 40 |
| 1966 | 1.988 | 1.927 | 59 | - | 2  |
| 2002 | 1.026 | 1.019 | 7  | - | -  |
| 2011 | 924   | 888   | 5  | - | 31 |
| 2021 | 755   | 683   | 4  | - | 68 |

Seit 1850 wurde auf dem Gebiet der heutigen Gemeinde die höchste Einwohnerzahl und gleichzeitig die der Rumänen 1966 registriert. Die höchste Anzahl der Magyaren (152) wurde 1941, der Roma (70) 1850 und die der Rumäniendeutschen (26) wurde 1900 ermittelt.

## Sehenswürdigkeiten
- Im Gemeindezentrum die orthodoxe[7] und die reformierte Kirche Ende des 18. Jahrhunderts errichtet.[8]
- Im eingemeindeten Dorf Milășel (ungarisch Kisnyulas) die Holzkirche.[9]

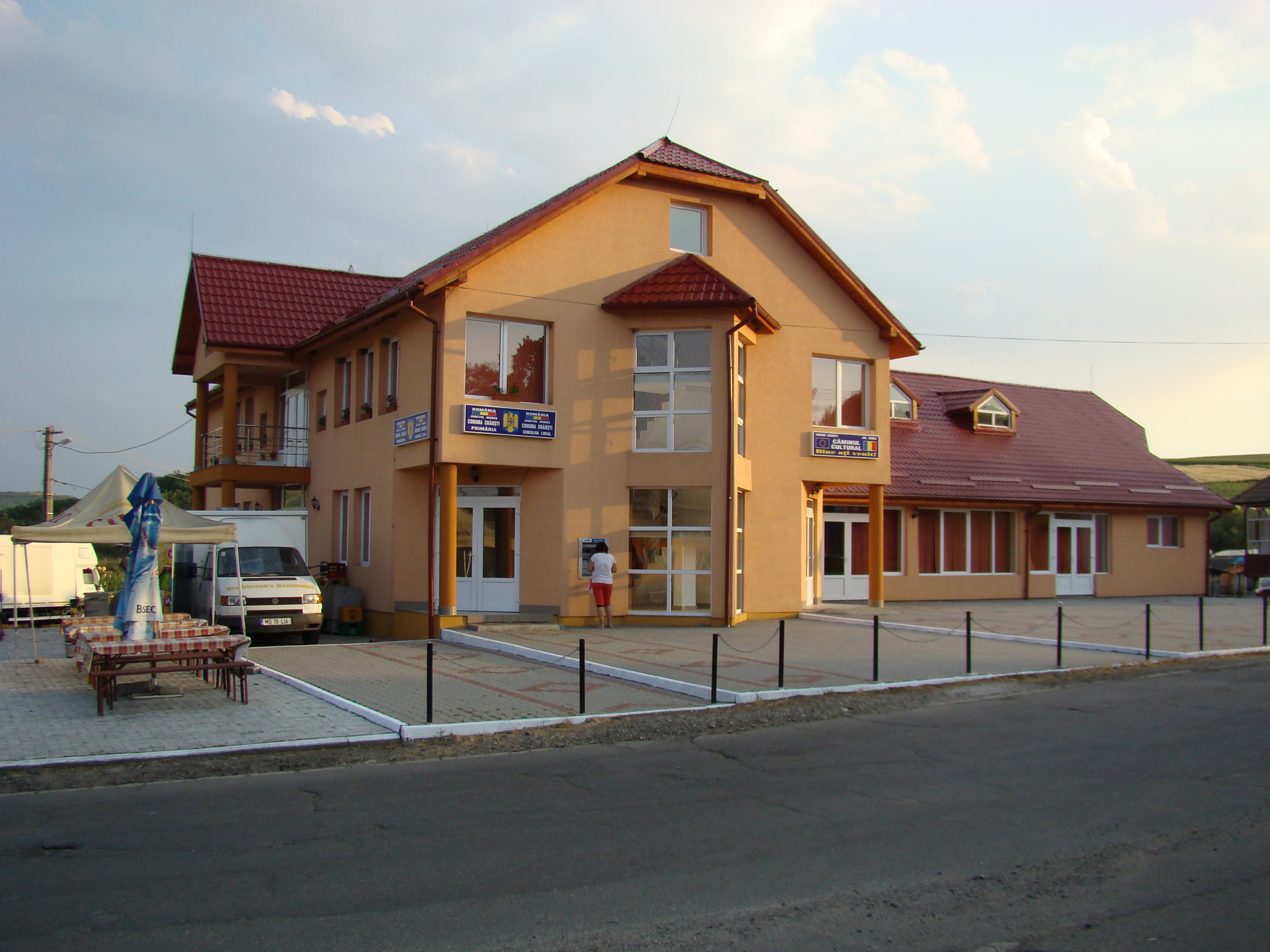
Rathaus in Crăiești
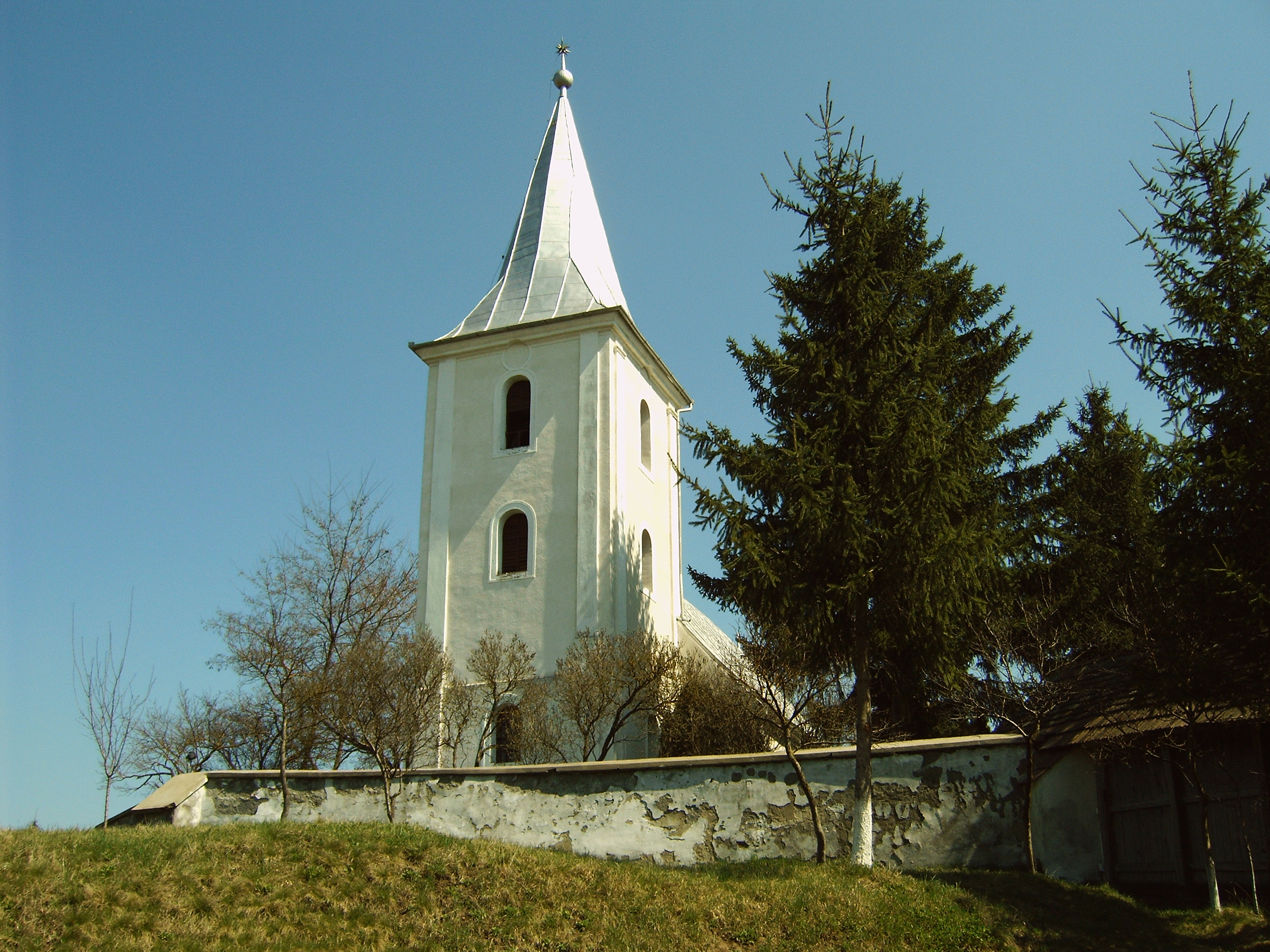
Reformierte Kirch in Crăiești
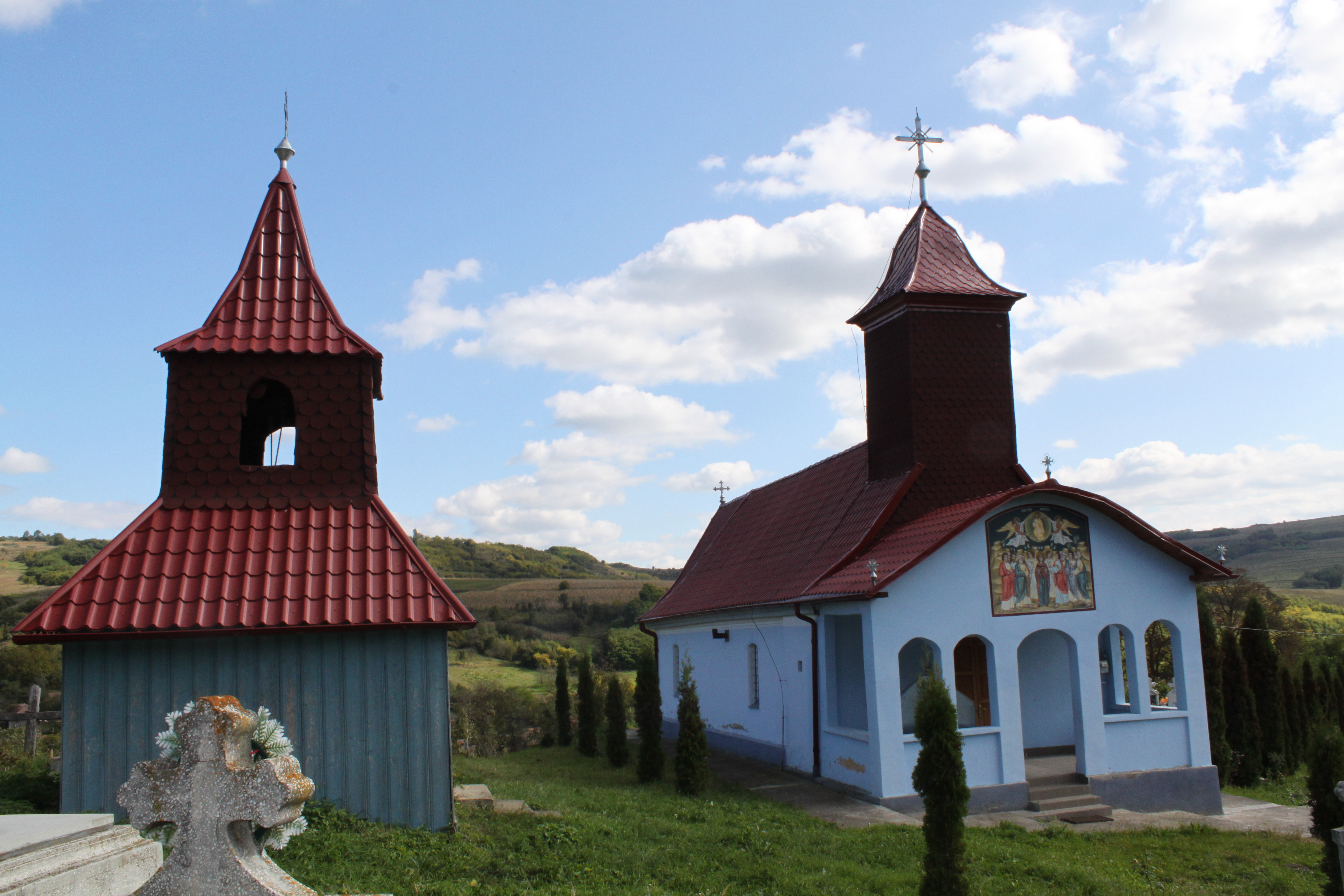
Holzkirche in Milășel